# Вилямова масловка
Вилямова масловка (на английски: Williams) или Бартлет е английски сорт круша.
Най-старите сведения за сорта „Уилямс Крист“ са от Англия и датират от 1770 г. През 1816 г. англичанинът Ричард Уилямс за първи път представя сорта пред Лондонската организация по отглеждане на овощни и градински култури. Ричард Уилямс прави сорта известен и съдейства за неговото разпространение, затова сортът носи неговото име. След 1828 г. сортът се разпространява през Франция из цяла Европа.
Внесен е в България през 1910 г. от Австрия. Дървото е умерено растящо, с широка пирамидална корона, родовито.
Плодовете му са средно едри до едри, продълговато крушовидни, сламесто-жълти, откъм слънчевата страна с червеникав до кафеникав загар. Узряват в началото на септември.
Плодовото месо е жълтеникаво с белезникав оттенък, нежно, топящо се, сладко, сочно, силно ароматно, с приятна киселина и отлични вкусови качества.
Сортът е практически устойчив на струпясване. От плодовете му в Кюстендилско се произвежда известната „Вилямова ракия“.